# Moviment Islàmic del Kurdistan
El Moviment Islàmic del Kurdistan (MIK) és un grup polític islamista del Kurdistan Iraquià fundat el 1979 pel xeic Uthman Abd-Aziz i altres mullas sunnites membres de la Unió d'Erudits Religiosos" (Yaketi Mamostayani Ayni Islami). Uthman estava vinculat als Germans Musulmans. El partit va arrelar a Halabja on va establir la seva pròpia infraestructura però sense imposar la xara.
El 1987 va esclatar una revolta islàmica a Halabja i Shahrazur contra la destrucció d'aquestos pobles pels iraquians. Xeic Uthman Abdul Aziz, va tenir un paper considerable en la revolta; el xeic i molts dels participants a la revolta d'Halabja van marxar d'Iraq cap a l'Iran i allí va trobar a Muhammad Barzindji que dirigia el Moviment Islàmic Komal, i era el cap de la Lliga d'Erudits Musulmans del Kurdistan, que va suggerir una unió de les dues forces (sota la direcció del xeic Uthman) naixent així el Moviment Islàmic del Kurdistan/Iraq com a moviment jihadista en lluita contra el govern iraquià.
El 1992 es va separar una facció del Moviment islàmic dirigida pel xeic Siddik Abdul Aziz, que va fundar el Moviment del Renaixement Islàmic (Nahdah). Després de molts esforços per unir el Grup Islàmic (escindit del MIK/I) i el Moviment del Renaixement (Harakat al-Nahda al-Islamiyya), es va constituir el Moviment de la Unió Islàmica al Kurdistan/Iraq (IUMK) l'agost de 1999, que no s'ha de confondre amb l'original organització, ara anomenada simplement Moviment Islàmic del Kurdistan (MIK), que va participar en les eleccions del 1992 al Kurdistan i va obtenir un 5,1% dels vots (el tercer partits després dels dos principals, la Unió Patriòtica del Kurdistan -UPK- i el Partit Democràtic del Kurdistan - PDK). El 1993 hi va haver xocs entre milícies del MIK i de la UPK i aquesta darrera organització va renunciar al control d'Halabja, Tawella i Pandjwin.
El 1998 Uthman al-Aziz es va traslladar a Irbil amb alguns seguidors i va morir el 1999; el va succeir el seu germà mullah Ali Abd al-Aziz Halabji, que va residir a Halabja. El setembre 2001 van començar els xocs armats amb les milícies de la UPK, del PDK, i d'altres, i els islamistes, dels quals s'havia escindit un sector radical que va formar Ansar al-Islam, que va establir el control d'alguns pobles propers a la frontera amb Iran i va intentar instal·lar una teocràcia islamista estricta. El novembre es va establir un alto el foc.
No va participar en les eleccions del 2005 però va entrar al govern regional i va rebre dos ministeris, per un acord pragmàtic. A les eleccions del 2009 va tenir 27.147 vots (1,45%) i 2 diputats. No va participar en les eleccions de l'Iraq del 2010 on van participar dues opcions islamistes (però separades).